# Sh2-10
Sh2-10 (également connue sous le nom de RCW 130) est une nébuleuse en émission visible dans la constellation du Scorpion.
Elle est située dans la partie centre-est de la constellation, à environ 3-4° est-nord-est de l'étoile brillante ε Scorpii. Elle apparaît immergée dans un champ d'étoiles très riche en direction du renflement de la Voie lactée. Sa déclinaison est modérément méridionale; cela signifie qu'elle peut être facilement observée surtout depuis l'hémisphère sud. La période pendant laquelle son observation est optimale dans le ciel du soir se situe entre les mois de mai et octobre.
C'est une région H II située sur le bord extérieur du Bras du Sagittaire, à une distance d'environ 1 000 pc (∼3 260 al). Les responsables de l'excitation de ses gaz sont, selon le catalogue Avedisova, trois jeunes étoiles : la géante bleue HD 155806, de classe spectrale O8III, la sous-géante bleue HD 155889, de classe O9IV, et l'étoile bleue HD 155754, de classe B1V. 